# Cuesta de la Vega

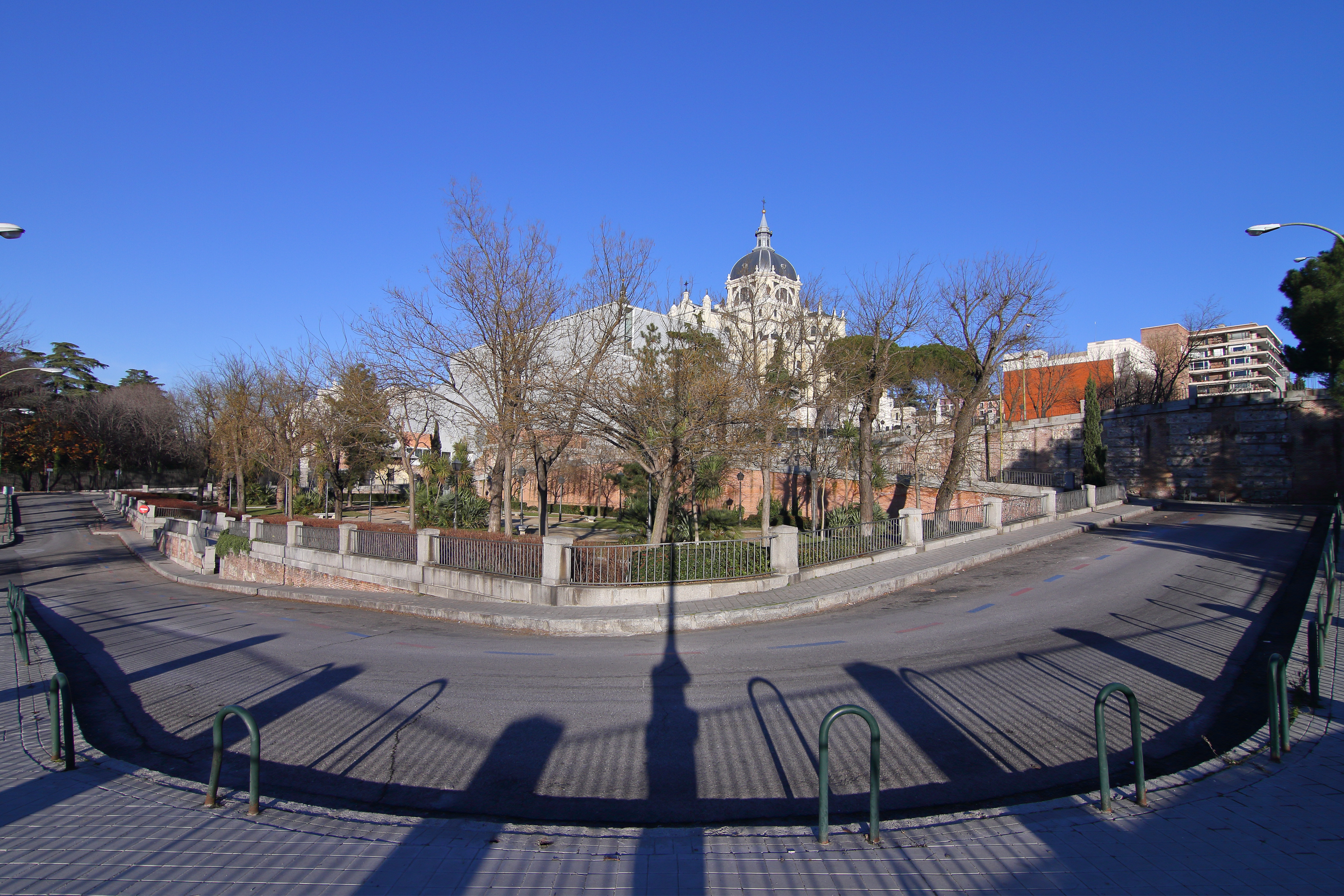
Cuesta de la Vega, desde primera curva de subida, en 2016

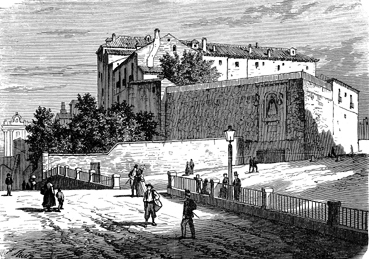
Aspecto de la Cuesta de la Vega en 1867, cuando aún no se había empezado a construir la cripta de la catedral de la Almudena.

La cuesta de la Vega de Madrid se extiende sobre uno de los barrancos que sirvieron de defensa natural a la ciudadela musulmana de Mayrit. Sigue la dirección este-oeste y, tras salvar un fuerte desnivel, pone en comunicación la calle Mayor con el valle del río Manzanares. Arranca junto a la cripta neorrománica de la catedral de la Almudena y, bordeando la cerca de los jardines del Campo del Moro, llega hasta el parque de Atenas, en la zona de influencia de la calle de Segovia. Presenta un trazado curvilíneo, adaptado a la complicada orografía del terreno.

## Diseño
La actual disposición de la Cuesta de la Vega se debe a la reforma proyectada por los arquitectos Sánchez Pescador y Pascual Colomer hacia 1849. Para resolver el gran desnivel de la cornisa de Madrid, se decide optar por una sucesión de dobles rampas a derecha e izquierda. Los espacios entre las rampas actualmente ocupados por jardines estuvieron sin embargo en origen destinados a ser manzanas de viviendas.

## Historia
Toma su nombre de la desaparecida Puerta de la Vega, uno de los tres accesos con los que contaba la antigua muralla árabe. Esta construcción fue erigida durante la dominación islámica de la península ibérica, en una fecha indeterminada comprendida entre los años 860 y 880. Defendía la almudaina, que puede considerarse como el núcleo fundacional de la ciudad. Fue levantada por el emir cordobés Mohamed I (852-886) para asegurar la defensa de Toledo ante las incursiones cristianas procedentes del norte peninsular.
De este recinto amurallado se conservan diferentes restos diseminados. Los más importantes se encuentran en la Cuesta de la Vega y consisten en un lienzo de piedra de caliza y sílex, de aproximadamente 120 m de longitud, donde se aprecian las pautas habituales de la arquitectura militar andalusí: torres de planta cuadrangular, con zarpa en la base, y con una disposición poco saliente con respecto al muro principal.
En el subsuelo de la plaza de la Armería existe otro tramo de muralla, de unos 70 m de largo. Fue descubierto entre 1999 y 2000, durante las obras de construcción del Museo de Colecciones Reales, que alberga diferentes fondos pertenecientes a Patrimonio Nacional. 
También en esta calle se encontraba el palacio de la Cuesta de la Vega construido como residencia de la infanta María Teresa, hermana de Alfonso XIII y de su marido, Fernando de Baviera.